# Cindré
 Cindré  là một xã ở tỉnh Allier thuộc miền trung nước Pháp.